# Oгњен Гајић
Огњен Гајић (Сарајево, 1963) је босанскохерцеговачи и амерички лекар интезивне неге, пулмолог, универзитетски професор и бивши музичар.

## Биографија
Гајић је рођен 1963. године у Сарајеву, где је и одрастао. Град је напустио 1994. године током рата у Босни и Херцеговини. Данас ради као клинички информатичар и специјалиста за интезивну негу Одељења за плућну медицину на клиници Мајо у Рочестеру у Минесоти, те као и професор медицине у медицинској школи Мајо клиника.
Био је члан оригиналне поставе сарајевске рок групе Забрањено пушење током осамдесетих година. Активан је члан Босанскохерцеговачко-америчке академије наука и уметности (БХАААС).

## Каријера

### Лекарска каријера
Дипломирао је на Медицинском факултету Универзитета у Сарајеву, а магистрирао на Мајо клиници у Рочестеру, Минесота. Специјализацију и постдипломско усавршавање обавио је на УКЦ Универзитета у Сарајеву, као и на америчким клиникама Њујорк методист, Бруклин и Мајо клиници у Рочестеру. Током своје каријере освојио је велики број америчких награда, а неке од њих су : Best Resident, New York Methodist Hospital (1999); Outstanding Research Award, New York Methodist Hospital (1999); Academic Clinician Award Critical Care Fellowship Program, Mayo Clinic (2001); In-Training Award Winner, Society of Critical Care Medicine (2004); Presidential Citation, Critical Care Assembly – American Thoracic Society (2006); Best Abstract: International Symposium on Intensive Care & Emergency Medicine (2007); CHEST Meeting Best Poster Award – American College of Chest Physicians (2007); Epidemiology and Outcomes Specialty Award – Society of Critical Care Medicine (2008); Distinguished Mentor Award, Mayo Center for Translational Science Activities (2008); IBM Faculty Award (2009).

### Музичка каријера
Након што су Неле Карајлић и Давор Сучић основали групу Забрањено пушење, шире поставу довођењем Гајића, њиховог пријатеља из насеља Кошево. Гајић је већ тада има основна знања јер је похађао музичку школу, а са групом Забрањено пушење наступао је по сарајевским клубовима две године пре него што су у јесен 1983. године почели са снимањем првих песама за дебитански албум. Снимање је трајало седам месеци, а у априлу 1984. године објавили су албум Das ist Walter. Током 1984. Гајић је заједно са бендом имао концертну турнеју која се састојала од 60 концерата по највећим дворанама у СФРЈ и врло брзо након тога бенд је постао рок атракција након само једног објављеног албума.
Средином осамдесетих година Гајић је радио на још два албума Забрањеног пушења. Други студијски албум под називом Док чекаш сабах са шејтаном објављен је 1985. године, а трећи Поздрав из земље Сафари 1987. године, након чега је Гајић напустио групу.